# 시린 부클리
시린 부클리(프랑스어: Shirine Boukli, 1999년 1월 24일~)는 프랑스의 유도 선수이다. 2024년 하계 올림픽 엑스트라라이트급에서 동메달을 획득했으며 혼성 단체전에서 금메달을 획득했다. 또한 세계 선수권 대회에서 은메달 1개(2023)를 획득했고 유럽 선수권 대회에서 3회 우승했다.